# Републикански път III-843
Републикански път IIІ-843 е третокласен път, част от Републиканската пътна мрежа на България, преминаващ по територията на области Пазарджик и Смолян. Дължината му е 60,9 km.
Пътят се отклонява наляво при 34,4 км на Републикански път II-84 в центъра на град Велинград и се насочва на юг по долината на Чепинска река. В местността Каратепе пътят напуска най-горното течение на Чепинска река, преодолява слабо изразен вододел и в района на ДГС „Селище“ слиза в долината на река Доспат. Там завива на югоизток и продължава по левия бряг на реката до град Сърница. След това следи североизточния бряг на язовир Доспат и на 12 km северно от град Доспат се съединява с Републикански път II-37 при неговия 207,3 km.
| Пътища, отклоняващи се надясно (населено място, № на пътя, посока на пътя) | km   | Пътища, отклоняващи се наляво (посока на пътя, № на пътя, населено място) |
| -------------------------------------------------------------------------- | ---- | ------------------------------------------------------------------------- |
| Община Велинград, Област Пазарджик, II-84, 34,4 km, гр. Велинград ←        | 0,0  | ← гр. Велинград, 34,4 km, II-84, Област Пазарджик, Община Велинград       |
| (за с. Абланица) общински път ←                                            | 6,1  |                                                                           |
| (за с. Грашево) общински път ←                                             | 11,4 |                                                                           |
| (за с. Кръстава) общински път ←                                            | 15,1 |                                                                           |
| (за с. Побит камък) общински път, ДГС „Селище“ ←                           | 34   | ДГС „Селище“                                                              |
| гр. Сърница                                                                | 48   | гр. Сърница                                                               |
| Община Доспат, Област Смолян                                               | 56,7 | Област Смолян, Община Доспат                                              |
| (до с. Барутин) II-37, 207,3 km ←                                          | 60,9 | ← 207,3 km, II-37 (от с. Джурово)                                         |